# Salvator (lagarto)
Salvator é um gênero de lagartos pertencente à família Teiidae, que inclui espécies popularmente conhecidas como teiús ou teiús-gigantes. Esses répteis são encontrados
principalmente na América do Sul, sendo comuns em diversos ambientes brasileiros. Antes, as espécies de Salvator estavam agrupadas no gênero Tupinambis, mas foram reclassificadas.

## Descrição
São encontrados em países da América do Sul, como Brasil, Argentina, Paraguai, Bolívia e Uruguai.
São grandes lagartos, podendo atingir mais de 1,5 metro de comprimento, incluindo a cauda, possuem cabeça larga, cauda longa e patas fortes. Salvatores são onívoros, se alimentam de frutas, insetos, pequenos vertebrados e ovos.
Salvatores são animais diurnos, geralmente ativos durante o dia, e podem se enterrar ou se esconder para dormir ou se proteger.